# Guglielmo Giordano
Guglielmo Giordano (Margarita, 18 dicembre 1904 – Firenze, 5 febbraio 2000) è stato un ingegnere e ricercatore italiano, nel campo della tecnologia del legno, noto per i suoi studi sulle strutture lignee.

## Biografia
Nel 1926 si laurea in ingegneria civile al Politecnico di Torino. Nel 1928 si laurea in Scienze forestali presso l'Università di Firenze, e nello stesso anno inizia l'attività di Ispettore del Corpo Forestale dello Stato. Dal 1936 al 1938 svolge le stesse mansioni in Africa orientale. In questo primo periodo la sua attività scientifica si concentra sullo studio delle specie arboree delle alpi occidentali e delle colonie italiane in Africa Orientale.
Opera presso il Servizio tecnico alla Direzione Generale dei servizi forestali del Ministero Agricoltura e Foreste fino al 1943, anno in cui parte per un periodo di approfondimento scientifico in Germania. Durante il periodo della Repubblica Sociale Italiana e dell'occupazione Nazista abbandona il servizio statale, e svolge per un breve periodo attività di consulenza scientifica per le industrie di lavorazione dei legnami da costruzione.
Al periodo bellico appartengono una serie di lavori scientifici sull'ottimizzazione della produzione e dell'utilizzazione dei legnami e alcune indagini sperimentali sulla resistenza dei legnami prodotti sul territorio nazionale o importati dalle colonie, nonché i primi studi sulla realizzazione di travi di grande luce mediante l'assemblaggio di segati di piccole dimensioni ottenuti dalla segagione di un unico tronco.
Alla fine della seconda guerra mondiale riprende l'attività di dipendente pubblico e inizia quella di docente universitario. Nel 1945 presso la Facoltà di Agraria dell'Università di Torino tiene un corso di Tecnologia del Legno; dal 1946-47 al 1955-56 è invece professore incaricato di Tecnologia e Utilizzazioni Forestali presso la Facoltà di Agraria dell'Università di Firenze.
Nel dopoguerra continua ed approfondisce gli studi sulle caratteristiche tecnologiche dei legnami italiani e sul loro sfruttamento industriale e nel 1946 pubblica la prima edizione di La moderna tecnica delle costruzioni in legno.
Negli anni 1948 e 1949 approfondisce le tecniche costruttive in legno in Finlandia e negli Stati Uniti, grazie a due borse di studio del CNR.
Nel 1951 pubblica il primo volume - riguardante le caratteristiche del legno e dei prodotti a base di legno - e nel 1956 il secondo - in cui tratta le macchine per la lavorazione del legno, le fasi di abbattimento, trasporto e segagione e gli limpieghi industriali - del manuale Tecnologia del legno.
Nel 1956 fonda l'Istituto Nazionale del Legno del CNR che dirige fino al 1974, e che dal 2002 è denominato Istituto per la Valorizzazione del Legno e delle Specie Arboree (IVALSA) a seguito della fusione con altri istituti.
Nel 1956 diviene professore ordinario di Tecnologia del Legno e Utilizzazioni Forestali presso l'Università di Firenze e resta in ruolo fino al 1980. Nel 1996 viene nominato professore emerito presso la stessa università. Nel 1957 gli viene conferita la laurea honoris causa dalla Forstliche Hochschule di Vienna.
Giordano è inoltre socio di numerose accademie scientifiche italiane ed europee: Accademia Forestale di Finlandia (dal 1950), Académie d'Agricolture de France (dal 1965), Accademia Italiana di Scienze Forestali, Accademia dei Georgofili, Accademia di Agricoltura di Torino.
Dopo il pensionamento svolge ancora per alcuni anni l'attività di insegnamento universitario (presso il Politecnico di Torino dal 1982 al 1985 e presso l'Università degli Studi di Trento dal 1986 al 1988) e in corsi di aggiornamento e prosegue l'attività di ricerca approfondendo i temi del restauro delle strutture in legno e dei metodi per il miglioramento delle tecniche di coltivazione e per lo sfruttamento scientifico e sostenibile delle foreste.
Partecipa inoltre a commissioni scientifiche e normative (presiede la commissione legno dell'UNI per 15 anni), e svolge attività di consulenza per organizzazioni nazionali ed internazionali (Federlegno-arredo, Association Technique Internationale des Bois Tropicaux di Parigi, FAO, ONU, perizia sulla Cattedra di San Pietro in Vaticano del 1971, e altro).
Nel 1983, Giordano elabora e mette in produzione il brevetto di un nuovo sistema di pavimentazione in legno pluristrato - noto come Listone Giordano - che risente debolmente delle variazioni termoigrometriche dell'ambiente in cui è inserito.

## Principali opere monografiche
- Guglielmo Giordano, La moderna tecnica delle costruzioni in legno, Hoepli, Milano, 1946.
- Guglielmo Giordano, Tecnologia del legno, Hoepli, Milano, 1951 (vol. 1), 1956 (vol. 2).
- Guglielmo Giordano, Maggiorino Passet-Gros, Dizionario enciclopedico agricolo-forestale e delle industrie del legno, Ceschina, Milano, 1962.
- Guglielmo Giordano, Tecnologia del legno, UTET, Torino, III ed., 1981 (vol. 1), 1983 (vol. 2), 1986 (vol. 3).
- Guglielmo Giordano, Tecnica delle costruzioni in legno, Hoepli, Milano, V ed., 1999 (con la collaborazione di Ario Ceccotti e Luca Uzielli).
- Guglielmo Giordano, Antologia del legno, Consorzio Legnolegno, Reggio Emilia, 1997.